# Ley de Stolétov
La Ley de Stolétov para el efecto fotoeléctrico (o la primera ley del fotoefecto) establece la proporcionalidad directa entre la intensidad de la radiación electromagnética que actúa sobre una superficie metálica y la fotocorriente inducida por esta radiación. La ley fue descubierta por Aleksandr Stolétov en 1888.